# Edward Ozorowski
Edward Ozorowski (ur. 1 maja 1941 w Wólce-Przedmieściu, zm. 12 października 2024 w Białymstoku) – polski duchowny rzymskokatolicki, profesor nauk teologicznych, rektor Archidiecezjalnego Wyższego Seminarium Duchownego w Białymstoku w latach 1979–1992, biskup pomocniczy w Białymstoku w latach 1979–2006, arcybiskup metropolita białostocki w latach 2006–2017, od 2017 arcybiskup senior archidiecezji białostockiej.

## Życiorys
Urodził się 1 maja 1941 w Wólce-Przedmieściu. W latach 1954–1958 kształcił się w I Liceum Ogólnokształcącym w Białymstoku. Następnie w latach 1958–1964 odbył studia filozoficzno-teologiczne w wyższym seminarium duchownym w Białymstoku. 21 czerwca 1964 został wyświęcony na prezbitera w prokatedrze Wniebowzięcia Najświętszej Maryi Panny w Białymstoku przez miejscowego biskupa pomocniczego Władysława Suszyńskiego. W latach 1964–1970 pogłębiał wykształcenie w zakresie teologii dogmatycznej na Wydziale Teologicznym Katolickiego Uniwersytetu Lubelskiego. Tamże w 1967 uzyskał magisterium, a w 1970 doktorat na podstawie dysertacji Nauka współczesnych teologów katolickich o kulcie świętych w życiu Kościoła pielgrzymującego. Od encykliki «Mystici Corporis» do Vaticanum II. W 1978 habilitował się na Akademii Teologii Katolickiej w Warszawie na podstawie rozprawy Eklozjologia unicka w Polsce w latach 1596–1720.
W latach 1964–1970, w trakcie studiów na Katolickim Uniwersytecie Lubelskim, pełnił posługę duszpasterską w Lublinie, natomiast w latach 1970–1979, pracując na Akademii Teologii Katolickiej, był duszpasterzem w parafii św. Teresy od Dzieciątka Jezus w Warszawie.
W 1970 został pracownikiem Katedry Dogmatyki Spekulatywnej na Wydziale Teologicznym Akademii Teologii Katolickiej w Warszawie. Początkowo zajmował stanowisko adiunkta, następnie od 1978 docenta, od 1987 profesora nadzwyczajnego, a od 1994 profesora zwyczajnego, aż do 2008 r., gdy ukończył pracę w Uniwersytecie Kardynała Stefana Wyszyńskiego w Warszawie. Na uczelni objął wykłady z dogmatyki i historii teologii, należał do Komisji Bibliograficznej, a w latach 1974–1978 pełnił funkcję rzecznika dyscyplinarnego. W 1970 został wykładowcą eklezjologii w Diecezjalnym Ośrodku Kształcenia Soborowego w Białymstoku. Od 1974 pracował w wyższym seminarium duchownym w Białymstoku, gdzie prowadził wykłady z teologii dogmatycznej, teologii pastoralnej i historii teologii, a w latach 1979–1992 piastował urząd rektora. Został ponadto pracownikiem naukowym: Uniwersytetu Kardynała Stefana Wyszyńskiego w Warszawie, Uniwersytetu w Białymstoku, Wyższego Seminarium Duchownego w Sankt Petersburgu oraz Papieskiego Wydziału Teologicznego – Sekcji św. Jana Chrzciciela w Warszawie. W latach 1999–2012 był kierownikiem Międzywydziałowej Katedry Teologii Katolickiej Uniwersytetu w Białymstoku. Objął ponadto funkcje przewodniczącego Rady Naukowej ds. Kolegium Teologicznego i Studium Teologii w Białymstoku oraz kierownika Katedry Teologii Dogmatycznej Małżeństwa i Rodziny w Instytucie Studiów nad Rodziną na Uniwersytecie Kardynała Stefana Wyszyńskiego w Warszawie. Został członkiem Polskiego Towarzystwa Teologicznego oraz Towarzystwa Mariologicznego. W latach 1970–1979 był sekretarzem naukowym redakcji „Studia Theologica Varsaviensa”, a w latach 1983–1992 redaktorem periodyku „Studia Teologiczne. Białystok-Drohiczyn-Łomża”.
31 stycznia 1979 został prekonizowany biskupem pomocniczym w Białymstoku (części archidiecezji wileńskiej w granicach Polski) ze stolicą tytularną Bitettum. Święcenia biskupie otrzymał 29 kwietnia 1979 w prokatedrze Wniebowzięcia Najświętszej Maryi Panny w Białymstoku. Udzielił mu ich arcybiskup metropolita wrocławski Henryk Gulbinowicz w asyście biskupa Edwarda Kisiela, administratora apostolskiego w Białymstoku, i biskupa Władysława Jędruszuka, administratora apostolskiego w Drohiczynie. Jako dewizę biskupią wybrał słowa „In Eo qui confortat” (W Tym, który umacnia). Od 1979 sprawował w diecezji urząd wikariusza generalnego oraz moderatora Archidiecezjalnego Ośrodka Formacji Duchowieństwa w Białymstoku. W tym samym roku został kanonikiem gremialnym Kapituły Metropolitalnej Wileńskiej i Białostockiej. W 1991 objął funkcję promotora synodu archidiecezjalnego. Przewodniczył Archidiecezjalnemu Komitetowi Przygotowania Wizyty Ojca Świętego Jana Pawła II w Białymstoku w 1991. 9 czerwca 2006 został wybrany na administratora archidiecezji po przeniesieniu arcybiskupa Wojciecha Ziemby do archidiecezji warmińskiej.
21 października 2006 papież Benedykt XVI mianował go arcybiskupem metropolitą białostockim. Ingres do archikatedry białostockiej odbył 16 listopada 2006. Paliusz metropolitalny odebrał od Benedykta XVI 29 czerwca 2007 w bazylice św. Piotra w Rzymie. 12 kwietnia 2017 papież Franciszek przyjął jego rezygnację ze sprawowania urzędu arcybiskupa metropolity białostockiego, jednocześnie zlecając mu pełnienie funkcji administratora apostolskiego do czasu kanonicznego objęcia urzędu przez jego następcę.
W strukturach Episkopatu Polski w latach 1978–1982 był wiceprzewodniczącym Komisji ds. Realizacji Uchwał Soboru Watykańskiego II, a w latach 1982–1997 współprzewodniczącym Komisji Mieszanej ds. Ekumenizmu. W 1996 został członkiem Komisji Nauki Wiary i Komisji ds. Kultu Bożego i Dyscypliny Sakramentów. Ponadto wszedł w skład Zespołu ds. Sanktuariów w Polsce i Rady Naukowej. Z ramienia Episkopatu Polski w 2005 uczestniczył w XI Zebraniu Zwyczajnym Synodu Biskupów w Watykanie.
W 2012 konsekrował biskupa pomocniczego białostockiego Henryka Ciereszkę. Asystował podczas sakr biskupa pomocniczego łomżyńskiego Edwarda Samsela (1982) i arcybiskupa metropolity białostockiego Tadeusza Wojdy (2017).
Zmarł nagle i niespodziewanie 12 października 2024 w Białymstoku. 17 października 2024 został pochowany w krypcie archikatedry białostockiej.

## Wyróżnienia
Nadano mu honorowe obywatelstwo Wasilkowa (2007), Białegostoku (2014) i gminy Sokółka (2015). W 2007 otrzymał tytuł doktora honoris causa Uniwersytetu w Białymstoku.
W 1991 został laureatem nagrody indywidualnej Ministra Edukacji Narodowej, w 1994 otrzymał złoty medal "Research Fellow" do American Biographical Institute, a w 2011 nagrody indywidualnej Ministra Nauki i Szkolnictwa Wyższego. W 2002 został uhonorowany Nagrodą im. Włodzimierza Pietrzaka w kategorii naukowej.